# 14 Armia (ZSRR)
14 Armia (ros. 14-я армия) – związek operacyjny Armii Czerwonej.
Jej żołnierze wzięli udział m.in. w wojnie zimowej (1939–1940) i wojnie ojczyźnianej (1941-1945).

## Dowódcy armii
- gen. por. Walerian Aleksandrowicz Frołow[1] (1939 - sierpień 1941)
- gen. mjr Roman Panin (23 sierpień 1941[2] - marzec 1942)
- gen. mjr/gen. por. Władimir Szczerbakow (marzec 1942 - maj 1945)

## Struktura organizacyjna
Skład podczas wojny zimowej 1939–1940:
- 14 Dywizja Strzelecka,
- 52 Dywizja Strzelecka,
- 104 Dywizja Strzelców Górskich,
- 104 pułk artylerii OND.

Skład w dniu ataku III Rzeszy na ZSRR:
- 14 Dywizja Strzelecka,
- 52 Dywizja Strzelecka,